# Gruppa B 1936 (primavera)
L'edizione 1936 - di primavera - della Gruppa B fu la prima della seconda serie del Campionato sovietico di calcio e vide la vittoria finale della Dinamo Tbilisi.

## Stagione

### Formula
I club partecipanti erano solo 8: cinque erano russe, due ucraine e una georgiana.
Le 8 squadre si incontrarono tra di loro in gare di sola andata: il sistema prevedeva tre punti per la vittoria, due per il pareggio e uno per la sconfitta.
La prima classificata veniva promossa in Gruppa A, le ultime due retrocesse in Gruppa V; la Dinamo Kharkov si ritirò dopo 3 giornate: i suoi risultati furono annullati. Pertanto ogni squadra giocò solo sei incontri.

## Classifica finale
|  | Pos. | Squadra               | Pt | G | V | N | P | GF | GS | DR  |
|  | ---- | --------------------- | -- | - | - | - | - | -- | -- | --- |
|  | 1.   | Dinamo Tbilisi        | 17 | 6 | 5 | 1 | 0 | 19 | 4  | +15 |
|  | 2.   | ZiS Mosca             | 13 | 6 | 3 | 1 | 2 | 10 | 7  | +3  |
|  | 3.   | Stalinec Leningrado   | 13 | 6 | 3 | 1 | 2 | 9  | 9  | +0  |
|  | 4.   | Stalinec Mosca        | 12 | 6 | 1 | 4 | 1 | 8  | 9  | -1  |
|  | 5.   | Serp i Molot Mosca    | 10 | 6 | 1 | 2 | 3 | 7  | 8  | -1  |
|  | 6.   | Spartak Leningrado    | 10 | 6 | 1 | 2 | 3 | 8  | 17 | -9  |
|  | 7.   | Dinamo Dnipropetrovsk | 9  | 6 | 1 | 1 | 4 | 7  | 14 | -7  |
|  | -    | Dinamo Charkiv        | 4  | 3 | 0 | 1 | 2 | 3  | 9  | -6  |

### Verdetti
- Dinamo Tbilisi promossa in Gruppa A.
- Dinamo Dnepropetrovsk e Dinamo Kharkov retrocessi in Gruppa V.

## Risultati
|                       | DTB | ZIS | STL | STM | SMM | SPL | DID |
| Dinamo Tbilisi        |     |     |     | 1-1 |     |     | 5-0 |
| ZIS Mosca             | 1-2 |     |     |     | 2-0 | 1-2 |     |
| Stalinec Leningrado   | 1-3 | 0-0 |     |     | 2-1 | 3-2 |     |
| Stalinets Mosca       |     | 2-4 | 2-2 |     | 1-1 |     | 1-0 |
| Serp i Molot Mosca    | 0-2 |     |     |     |     | 1-1 | 4-0 |
| Spartak Leningrado    | 1-6 |     |     | 1-1 |     |     |     |
| Dinamo Dnipropetrovsk |     | 1-2 | 1-1 |     |     | 5-1 |     |
| --------------------- | --- | --- | --- | --- | --- | --- | --- |